# براد نورث
براد نورث (بالإنجليزية: Brad North)‏ (21 يناير 1985 في الولايات المتحدة - ) هو لاعب كرة قدم أمريكي في مركز الهجوم. لعب مع دي.سي. يونايتد وChicago Fire U-23 ‏.

## وصلات خارجية
- براد نورث على موقع قاعدة بيانات كرة القدم.إي يو (الإنجليزية)